# Verwertung
Als Verwertung wird die Veräußerung von Gegenständen, auch immaterieller Art, bezeichnet, um daraus einen finanziellen Erlös zu erzielen.

## Allgemeines
Das Wort Verwertung beinhaltet den Wert eines Vermögensgegenstands, den es gilt, durch Veräußerung in den besseren Liquiditätsgrad von Geld zu verwandeln. Dies ist die hauptsächliche Zielsetzung bei einer Verwertung. Die Gegenleistungen für Verwertungen heißen Verwertungserlöse und unterliegen bei Unternehmern der Umsatzsteuerpflicht nach § 1 Abs. 1 Nr. 1 UStG. Erfolgen Verwertungen nicht unter Zeitdruck, können die Verwertungserlöse bei steigenden Marktpreisen maximiert werden. Verwertungsgegenstände sind Sachen, Forderungen, Immaterialgüterrechte sowie Vermögensrechte, nicht jedoch Persönlichkeits- und Familienrechte. Vermögen ist verwertbar, wenn seine Gegenstände verbraucht, übertragen und belastet werden können.

## Arten
Im Wirtschaftsleben unterscheidet man zwischen der freiwilligen Verwertung und der Zwangsverwertung; letztere kommt bei der Zwangsvollstreckung oder Insolvenz mit Hilfe der Staatsgewalt vor. Die freiwillige Verwertung ist nicht gleichbedeutend mit der betrieblichen Funktion des Vertriebs, einem sich ständig wiederholenden Prozess. Einzige Gemeinsamkeit mit dem Vertrieb ist die Umwandlung von materiellen oder immateriellen Gütern in Geld. Bei der freiwilligen Verwertung geht es für Wirtschaftssubjekte (Privathaushalte, Unternehmen und der Staat mit seinen Untergliederungen der öffentlichen Verwaltung) darum, einzelne Vermögensgegenstände oder ganze Sachgesamtheiten zu veräußern. Eine zwangsweise Verwertung im Rahmen der Zwangsvollstreckung geschieht regelmäßig durch den Gerichtsvollzieher im Wege der Zwangsversteigerung (§§ 814 ff. ZPO).
Sehr häufig kommt der Rechtsbegriff der Verwertung im Verwertungsgesellschaftengesetz (70 Mal), in der Altfahrzeug-Verordnung (48), Verpackungsverordnung (47), im Urheberrechtsgesetz (46) und in der Insolvenzordnung (42) vor. Das BGB benutzt den Begriff insbesondere im Zusammenhang mit der Verwertung von Kreditsicherheiten.

### Urheberrechte und sonstige Immaterialgüterrechte
Urheberrechte und sonstige Immaterialgüterrechte (insbesondere Patente, Lizenzen, Gebrauchsmuster, Marken oder Filmverwertung) dürfen zunächst nur durch ihren Urheber ausschließlich genutzt werden. Diese Verwertungsrechte sind mithin die Rechte, die das Urheberrecht dem Urheber zuerkennt, um ihn in die Lage zu versetzen, sein Werk alleine und ausschließlich wirtschaftlich zu nutzen. Sollen auch andere diese Urheberrechte nutzen dürfen, kann der Urheber ihnen durch ein Nutzungsrecht die Befugnis hierfür erteilen (siehe auch Patentverwertung). Man spricht dann davon, dass der Urheber sein Urheberrecht verwertet. Deshalb ist im Urheberrecht die Verwertung ein oft benutzter Rechtsbegriff, der weit zu verstehen ist. Dazu gehört zuerst die Geltendmachung der Nutzungsrechte aus den §§ 15 ff. UrhG. Darüber hinaus ist auch die Einziehung der Vergütung nach §§ 32 UrhG und § 32a UrhG eine Verwertung wie auch die Geltendmachung sonstiger Rechte (§§ 25 ff. UrhG) und die Vergütungsansprüche gesetzlicher Lizenzen (§§ 54 UrhG, § 54a UrhG).
Wer beispielsweise in Deutschland ein urheberrechtlich geschütztes Musikstück nutzen will, hat diese Verwertung der Verwertungsgesellschaft GEMA zu melden und eine Gebühr hierfür zu entrichten. Die vereinnahmten Verwertungserlöse leitet die GEMA nach Abzug ihrer Verwaltungskosten an die Rechteinhaber weiter. Für die unkörperliche Verwertung verwendet das Gesetz in § 15 Abs. 2 UrhG den Oberbegriff „öffentliche Wiedergabe“. Nach der Legaldefinition in § 15 Abs. 3 UrhG ist eine Wiedergabe öffentlich, wenn sie für eine Mehrzahl von Mitgliedern der Öffentlichkeit bestimmt ist (etwa öffentliche Reden, Musikaufführungen auf Veranstaltungen oder im Rundfunk).

### Finanzwesen
Im Finanz- und insbesondere Kreditwesen wird die Versteigerung einer Kreditsicherheit (etwa einer Immobilie) als Zwangsvollstreckungsmaßnahme oder im Rahmen eines Insolvenzverfahrens ebenfalls Verwertung genannt. Bereits bei der Sicherheitenbestellung kann analog zu § 1259 BGB vorweg zwischen Sicherungsgeber und Sicherungsnehmer vereinbart werden, dass die Verwertung von Kreditsicherheiten mit einem Börsen- oder Marktpreis durch den Sicherungsnehmer oder einem von ihm beauftragten Dritten erfolgen kann. Der Verwertungsbegriff umfasst nicht nur die Veräußerung von Realsicherheiten im Rahmen der Versteigerung, sondern auch die Inanspruchnahme Dritter aus gegebenen Personalsicherheiten (etwa die Inanspruchnahme eines Bürgen). Die erzielten Verwertungserlöse sollen dazu dienen, den Forderungsausfall des Kreditgebers auszugleichen. Zur Verwertung gehört der Verkauf von notleidenden Krediten, nicht jedoch die Veräußerung von Krediten im Kredithandel.

### Abfallwesen
§ 4 Kreislaufwirtschafts- und Abfallgesetz (KrW-/AbfG) verlangt bei den Grundsätzen der Kreislaufwirtschaft, dass Abfall in erster Linie zu vermeiden und erst in zweiter Linie stofflich zu verwerten oder zur Gewinnung von Energie zu nutzen ist. Eine stoffliche Verwertung liegt nach § 4 Abs. 3 KrW-/AbfG vor, wenn nach einer wirtschaftlichen Betrachtungsweise – unter Berücksichtigung der im einzelnen Abfall bestehenden Verunreinigungen – der Hauptzweck der Maßnahme in der Nutzung des Abfalls und nicht in der Beseitigung des Schadstoffpotenzials liegt. Die energetische Verwertung beinhaltet den Einsatz von Abfällen als Ersatzbrennstoff (§ 4 Abs. 4 KrW-/AbfG). Die Abfallvermeidung ist Teil der so genannten „Drei-V-Philosophie“ des Abfallgesetzes vom August 1986 (Vermeidung, Verminderung, Verwertung). Es benutzt den Verwertungsbegriff im Sinne von Abfalltrennung und Aussortierung.

### Insolvenz- und Zwangsvollstreckungsrecht
Im Insolvenz- und Zwangsvollstreckungsrecht erfolgt die Verwertung durch den Staat (Gerichte) oder von ihm beauftragte Dritte (Gerichtsvollzieher, Insolvenzverwalter). Gemäß § 159 InsO hat der Insolvenzverwalter nach dem Berichtstermin unverzüglich das zur Insolvenzmasse gehörende Vermögen zu verwerten. Im Rahmen der Verwertung darf er auch Grundstücke (§ 165 InsO) oder bewegliche Sachen und Forderungen (§ 166 InsO) mit Absonderungsrecht verwerten. Die Verteilung der Verwertungserlöse erfolgt nach Maßgabe des § 170 InsO.
Bei der Zwangsvollstreckung erfolgt die Verwertung im Rahmen einer öffentlichen Versteigerung nach den §§ 814 ff. ZPO, wobei im Versteigerungstermin (§ 816 ZPO) ein Mindestgebot genannt wird (§ 817a ZPO) und der Meistbietende nach dreimaligem Aufruf den Zuschlag erhält (§ 817 Abs. 1 ZPO). Die Übereignung erfolgt sodann gegen Barzahlung des Zuschlagsgebots gegen Ablieferung der Sache an den Ersteher (§ 817 Abs. 2 ZPO). Kraft dinglicher Surrogation (analog § 1247 Satz 2 BGB) setzen sich am Verwertungserlös die Rechte fort, welche an der versteigerten Sache bestanden haben.

## Karl Marx
Karl Marx vertrat im Jahre 1867 die Ansicht, dass nur Arbeit Wert schaffen könne. Wird sie zu ihrem Arbeitswert bezahlt, komme keine Verwertung zustande. Das Ziel des kapitalistischen Produktionsprozesses sei daher die Erzielung von Mehrwert durch die Verwertung der Arbeitskraft über ihren Wert hinaus. Die Verwertung ist die Entwicklung von Mehrwert aus Wert, von Kapital aus Geld. Für ihn ist die Kapitalverwertung der „bestimmende Zweck der kapitalistischen Produktion“. Wert wird in der Marx'schen Theorie zum Mehrwert nur unter der Voraussetzung eines wesentlichen gesellschaftlichen Verhältnisses von vergegenständlichter Arbeit und Arbeitskraft.